# خوان مونوز
خوان مونوز (به اسپانیایی: Juan Muñoz) زادهٔ ۱۷ ژوئن ۱۹۵۳(میلادی)-مرگ ۲۸ آگوست ۲۰۰۱(میلادی) مجسمه‌ساز اسپانیایی بود. او با انگم، پاپیه ماشه و برنز مجسمه‌های خود را خلق کرده‌است. او همچنین علاقه‌مند به آفریدن قطعات موسیقی برای رادیو بود. در سال۲۰۰۰ برای فعالیت‌های هنری خود جایزهٔ بزرگ هنرهای زیبای دولت اسپانیا را دریافت نمود.

## زندگی‌نامه
خوان مونوز در شهر مادرید و در خانوده‌ای تحصیلکرده زاده شد. او دومین فرزند از هفت فرزند خانواده اش بود. در کودکی او را در یک مدرسهٔ محلی ثبت نام کردند ولی به زودی از محیط آنجا خسته و اخراج شد به همین دلیل پدرش مجبور شد معلمی خصوصی برایش استخدام کند که شاعر بود و از آنجا که نقد هنری نیز می‌کرد مونوز را با هنر مدرن آشنا نمود. خوان مونیوز در زمان حکومت رژیم سرکوبگر فرانکو بزرگ شد. در سال ۱۹۷۰ به انگلیس رفت و در کالج کاریدن ومدرسهٔ هنر و طراحی (Central School of Art and Design) آموزش دید.آنجا بود که با همسر مجسمه‌ساز خود  کریستینا ایگلسیاس آشنا شد. ثمرهٔ ازدواج آن‌ها دو فرزند بود. از سویی دیگر ازدواجش با کریستینا باعث خوشاوندیش با آلبرتو ایگلسیاس آهنگساز اسپانیایی و نامزد دریافت اسکار شد.در سال ۱۹۸۲ او بورسیهٔ برنامه فولبرایت را دریافت کرد، به آمریکا سفر نمود و در انستیتوی پرات در نیویورک به ادامهٔ آموزش‌های خود پرداخت.

## زندگی‌نامه هنری
نخستین نمایشگاهش در سال ۱۹۸۴ در گالریFernando Vijande  اسپانیا برگزار گردید و از آن زمان کارهایش به تناوب در اروپا و نقاط دیگر جهان به نمایش گذاشته شده‌است. در اوایل سال ۱۹۹۰ خوان مونوز تحولاتی در مجسمه‌سازی سنتی ایجاد کرد به این ترتیب که مجسمه‌هایش را با شیوهٔ روایتی و کوچکتر از اندازه واقعی در فضایی از تعاملات متقابل خلق می‌نمود. مجسمه‌های فیگوراتیو او اغلب بینندگان را دعوت به ارتباط بر قرار کردن می‌کنند، چنان‌که آنان احساس می‌کنند خود بخشی از کار هنری هستند. مجسمه‌های خاکستری یا مومی یکرنگ او بعلت نداشتن فردیت خاص ذهنیت نامحسوس، مبهم و تا حد زیاد ناراحت‌کننده‌ای را بر می‌انگیزانند که بینندگان را به واکنش و کاوش وامی‌دارد.
خوان مونوز در مصاحبهٔ خود با پل شیمل(از کتاب خوان مونوز) در ارتباط با چگونگی یافتن سبک شخصی خود گفته‌است او خود را مجسمه‌سازی داستانسرا می‌داند که سال‌ها در پی یافتن سبک شخصی خود بوده‌است. او می‌گوید پس از بازگشت به اسپانیا در کنار خانه‌ام مردی بود که با اینکه آموزش هنری ندیده بود و چیزی از تاریخ هنر نمی‌دانست مجسمه‌هایی برای باغ‌ها می‌ساخت و آن را می‌فروخت او خود را مجسمه‌ساز می‌دانست من به اعتماد نفسش غبطه می‌خوردم ولی این تناقض را دوست داشتم من مجسمه‌سازی بودم که مجسمه نمی‌ساختم و او را که مجسمه‌ساز نمی‌دانستم مجسمه‌های زیادی می‌ساخت تعدادی از کارهایش را خریدم و کارهایش برایم محرکی شد برای یافتن سبک شخصی مجسمه‌های بالکنی ام..
او در این گفتگو همچنین از تأثیر گرفتن عمیق از آثار جورجو د کیریکو (۱۹۷۸ –۱۸۸۸)هنرمند ایتالیایی یاد می‌کند و می‌گوید .. به نظرم او استاد بزرگ سبک باروک بود و از مفهوم معنوی رسم خط راست به خوبی آگاه بود و زمان را در آثارش ساکن کرده‌است. این حس جابجایی‌های معماری او بود که برایم تحسین‌برانگیز بود... پلان بندی مجسمه‌هایم بسیار مدیون سبک معماری فریبندهٔ باروک ایتالیایی است ..
او می‌گوید معماری مانند یک پس زمینه برای فیگورها است. برای مثال من از کارل آندره (مجسمه‌ساز) آموختم که چگونه کف زمین حس فضایی را فعال می‌کند ولی من برای مجسمه‌هایم بسترهای نوری –سایه روشن ایجاد می‌کنم چرا که می‌توانم تنش روانی آن‌ها را بهتر نشان دهم و این برای فیگورهایم فضایی روانی ایجاد می‌کند که بر بینندگان تأثیر می‌گذارند... این بازی‌های نور باعث می‌شود فکر کنیم چشمهایمان ما را گول می‌زند، صحنه‌هایی خلق می‌شود که نمی‌توانید به چشم خود اطمینان کنید و همین عمل دیدن را تحت سؤال می‌بردو تنها به آنچه که می‌بینید اطمینان ندارید...Juan Muñoz
مجسمه‌های خوان مونوز اغلب با انگم، پاپیه ماشه و برنز ساخته شده‌اند. او همچنین علاقه‌مند به آفریدن قطعات موسیقی برای رادیو بود. در یکی از برنامه‌های پخش نشده(Third ear 1992)او عنوان کرده بود :دو واقعیت زمان حال و مرگ را هرگز نمی‌توان نشان داد و بهترین روش درک آنان عدم حضورشان است.
او به عنوان یکی از شاخصترین، عمیق‌ترین هنرمندان نسل اول دوران بعد از فرانکو محسوب می‌شود که آثارش به بلوغ هنری رسیده‌است ."کارهایش در گالریهایی موزه گوگنهایم بیلبائو، موزه گوگنهایم نیویورک، موزه و بوستان مجسمه هرش‌هورن -اثر آخرین گفتگو  ،مؤسسه هنر شیکاگو و تیت مدرن به نمایش گذاشته شده‌است.
آدریان سرل در روزنامهٔ گاردین در مورد آثارش گفته‌است "هنرمندان زیادی در سده‌های اخیر به بازآفرینی فیگور انسان در مجسمه هایشان روی آورده‌اند ولی هیچ‌کدام از آنان به نظر من با چنین شور و دانش تاریخ هنر به کاوش حضور انسان در آثارشان نپرداخته‌اند..Juan Muñoz

## مرگ
خوان مونوز در سال ۲۰۰۱ در شهر ایبیزا ی اسپانیا در اثر ایست قلبی در گذشت.